# 敖包

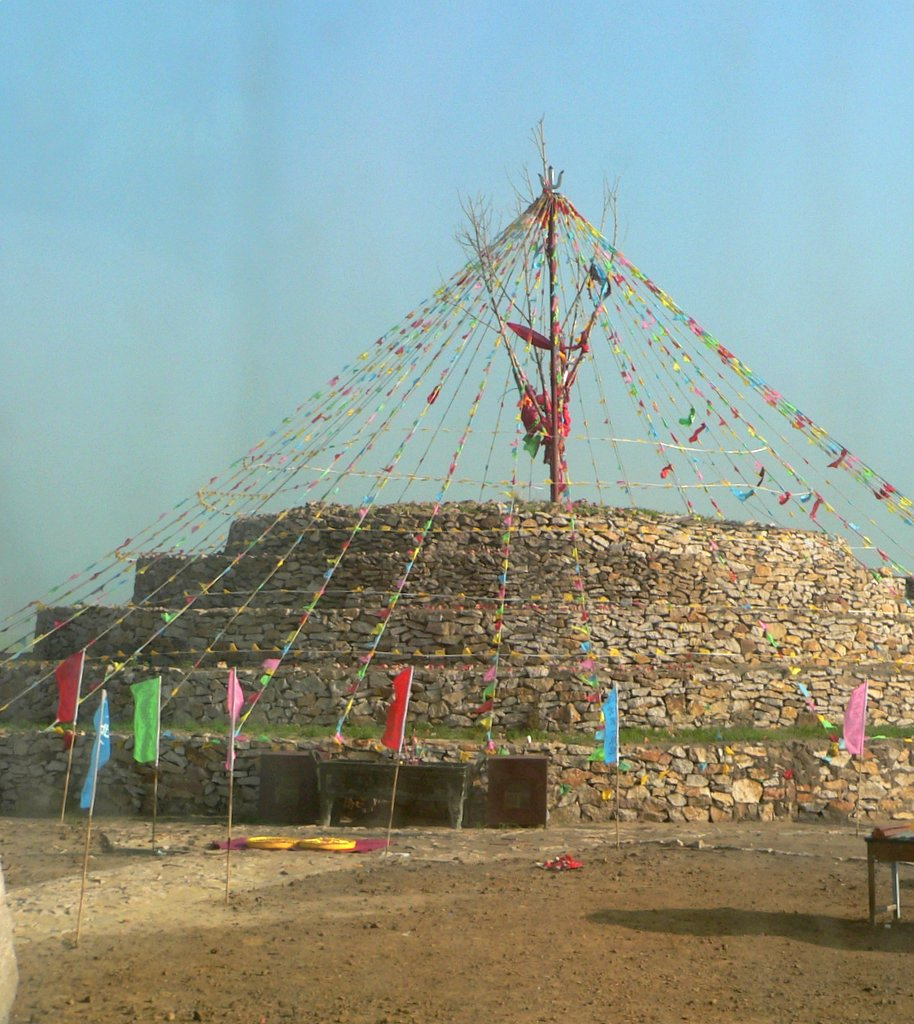
内蒙古的敖包

敖包，是蒙古语音译，也译为脑包、鄂博，意思是石头堆，是用石头堆积的蒙古族人祭祀建筑。祭拜來自薩滿教傳統，被黃教吸收。
在蒙古草原上，很多地方没有山丘、河流、树林之类的地标，到处都是草原，鄂博最初的作用，就是防止牧民迷路，让放羊的人们找到回家的路。后来鄂博常被用作路标或界標。最后演变为地方祭祀、敬神、祈雨、重要民俗活動的地点，著名歌曲《敖包相会》、包头附近的矿区白云鄂博等皆源于此。

## 祭敖包
祭敖包或敖包祭祀，至今仍是蒙古族重要的民俗活动。在阿拉善盟的蒙古族穆斯林虽信仰伊斯兰教，却仍保留类似于祭敖包的习俗，用以祈雨。
一般多在6、7、8月，此时水草丰美、牛羊肥壮。祭祀时，敖包上插上树枝，挂上五颜六色的布条或纸旗，旗上写有经文。可分为血祭、酒祭、火祭、玉祭等4种。血祭是指宰杀牛、羊、马等牲畜，供奉在敖包前面；酒祭是指将鲜奶、奶酒、奶油和白酒等，一滴滴洒在敖包前面，以希望风调雨顺，幸福平安；火祭是指在敖包前烧一大堆干柴火或羊粪块，各家各户纷纷走近火边，念着自家的姓氏，供上祭品，把肉丸子投向 火里燃烧，越烧得旺越好；玉祭是指将玉器作为供品，只有王公贵族才用得上，因此现已不存。

## 其他民族

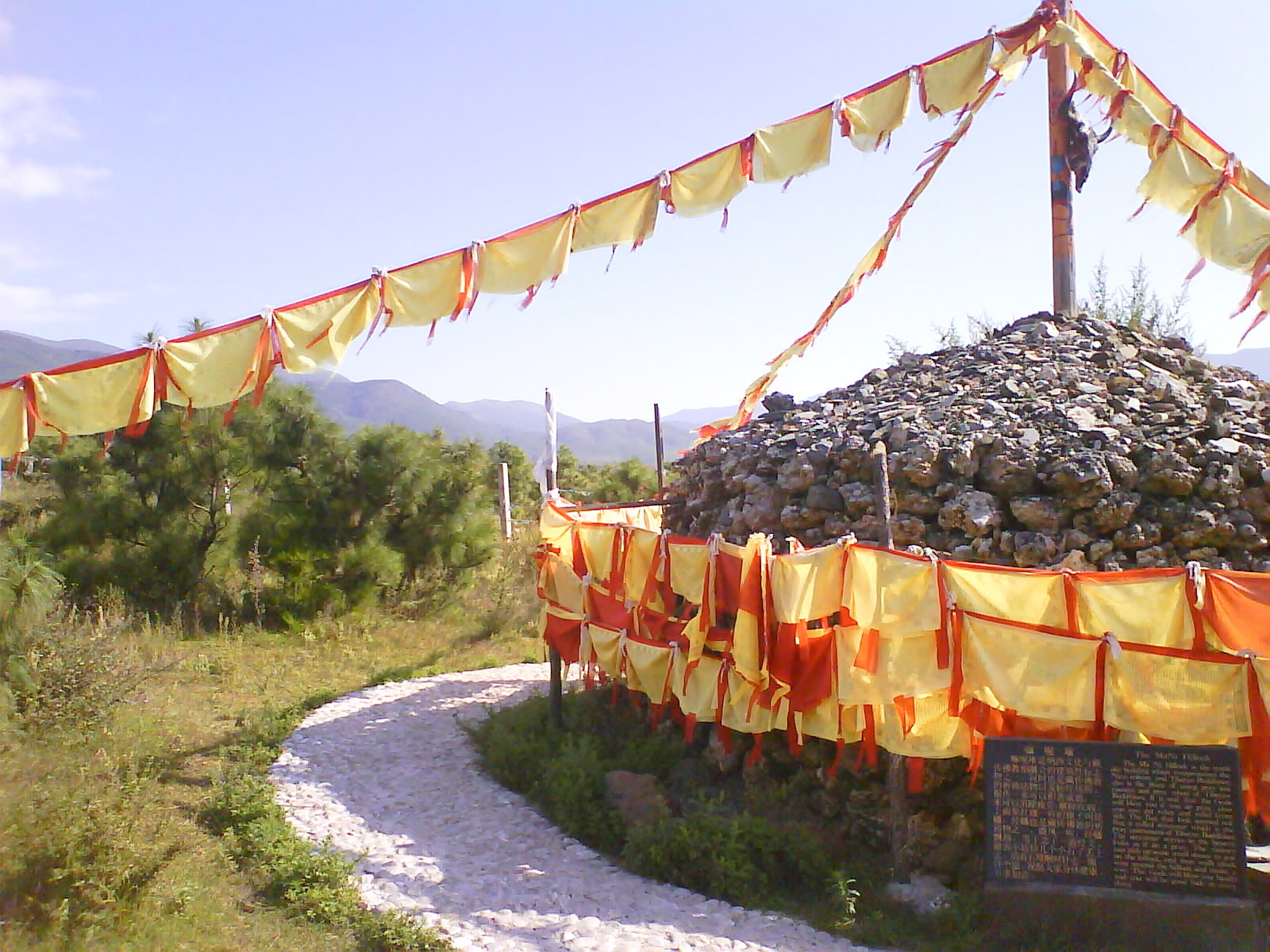
中國雲南省麗江納西族東巴文化嘛呢堆

藏族的叫瑪尼堆，裕固族的也有。